# Donji Morinj
Donji Morinj (cyr. Доњи Морињ) – wieś w Czarnogórze, w gminie Kotor. W 2011 roku liczyła 222 mieszkańców.